# Апостольский экзархат Лемковщины
Апостольский экзархат Лемковщины (пол. Apostolska Administracja Łemkowszczyzny, лат. Lemkowszczyznaensis) — упразднённый грекокатолический экзархат, действовавший среди лемков Польши с 1934 года по 1947 год. Апостольский экзархат Лемковщины, находясь на территории Львовской митрополии Украинской грекокатолической церкви и епархии Пшемысля Римско-Католической церкви, подчинялся непосредственно Святому Престолу. Администрация апостольского экзархата находилась с 1934 года по конец 1937 год в Романуве-Здруе, с 1937 года по 1945 год с перерывами в городе Санок. Апостольский экзархат объединял 129 грекокатолических приходов. В 1936 году апостольский экзархат насчитывал 127 тысяч верующих и 130 священников, которые служили в 204 церквях и часовнях.

## История
Создание апостольской экзархата стало реакцией Святого Престола на Тылявский раскол, после которого значительная часть лемков (около 17 тысяч человек) перешла в православие. Причиной перехода в православие лемков-грекокатоликов стала политика их украинизации, которую проводили священники с Украины.
В 1933 году делегация лемков-грекокатоликов обратилась к нунцию Франческо Мармаджи и примасу Польши кардиналу Августу Хлонду с просьбой учреждения самостоятельной церковной структуры для лемков, отдельной от Львовской митрополии и епархии Пшемысля. Согласно конкордату 1925 года между Святым Престолом и Польшей при создании новой церковной структуры Святой Престол должен был согласовать это действие с польскими властям. На протяжении двух лет Святой Престол вёл переговоры с польскими властями по вопросу создания самостоятельной структуры для лемков. 9 февраля 1934 года было между сторонами было подписано соглашение о новой церковной структуре в Польше. 10 февраля 1934 года Конгрегация по делам восточных церквей издала декрет «Quo aptius», которым учредила апостольский экзархат Лемковщины, выделив его из Львовской митрополии Украинской грекокатолической церкви.
После создания апостольского экзархата началась деукраинизация апостольского экзархата. Для этого ординарием апостольского экзархата были совершены следующие действия:
- После соглашения с епископом Перемышля от 20 августа 1935 года украинские грекокатолические священники, ранее служившие среди лемков, были отозваны на территорию епархии Пшемысля, а на их место были назначены священники-русины;
- кандидаты на получение священного сана из лемков были отозваны из украинских семинарий Львова и Пшемысля и стали обучаться в Тарнуве и Дубно;
- в литургии были удалены украинские богослужебные песнопения;

Условия деятельности апостольского экзархата Лемковщины изменились после оккупации в 1939 году Польши во время Второй мировой войны и перехода Западной Украины в состав СССР. На территории апостольского экзарахата появились многочисленные украинские беженцы. В этих условиях в апостольском экзархате стали преобладать украинофильские настроения. Под давлением коллаборационистского Украинского центрального комитета в 1940 году генеральным викарием апостольского экзархата был назначен украинофил священник Александр Малыновский, который взял на себя большинство обязанностей тяжело больного администратора Якуба Медвецкого, а после его смерти занял место администратора. Александр Малыновский стал проводить в апостольском экзархате политику украинизации, а после оккупации немцами Львова поддерживать украинских националистов.
Дальнейшая история апостольского экзархата совпала с судьбой лемков, которые согласно договору между Польским комитетом национального освобождения и СССР от сентября 1944 года были переселены на Украину. Предполагается, что после окончания переселения в 1946 году на Лемковщине осталось около 30 — 40 тысяч лемков (на январь 1943 года их насчитывалось около 127 тысяч человек). Вместе с переселенцами на Украину переехали и большинство грекокатолических священников. Оставшиеся лемки-грекокатолики из-за отсутствия своих священников стали практиковать латинский обряд. Администратор апостольского экзархата Александр Малыновский, опасаясь ареста, бежал через в 1946 году через Чехословакию в Баварию.
Следующей акцией, направленной против лемков, стала Операция «Висла». Между 24 апреля и 31 июля 1947 года около 35 тысяч лемков были выселены на бывшие германские территории, которые после Второй мировой войны вошли в состав Польши. Небольшая группа лемков сохранилась в нескольких населённых пунктах. Церкви были разграблены, разрушены или перешли в собственность Римско-католической и Православной церквей.
В конце 1947 года апостольский экзархат Лемковщины фактически перестал существовать. После восстановления в 1989 году структур грекокатолической церкви в Польше апостольский экзархат не был воссоздан и в настоящее время верующие византийского обряда, проживающие на Лемковщине подчиняются Перемышльско-Варшавской митрополии Украинской грекокатолической церкви.

## Администраторы экзархата
- священник Микола Нахорянский;
- священник Василий Масцюх (11.12.1934 — 10.03.1936);
- священник Иоан Полянский;
- священник Яков Медвецкий (13.07.1937 — 27.01.1941);
- священник Александр Малыновский (5.02.1941 — 1945);
- священники Степан Ёдловский, Иоан Подгорбный, Андрей Злупко — генеральные викарии до весны 1946 года;
- священник Андрей Злупко — генеральный викарий с 1.04.1947;
- священники Владимир Гайдукевич и Павел Шуфлат — генеральные викарии в 1947 году.

## Статистика
| год  | население | население | население | священники | священники        | священники         | священники                           | постоянные диаконы | монахи  | монахи  | приходы |
| год  | католики  | всего     | %         | всего      | белое духовенство | черное духовенство | число католиков на одного священника | постоянные диаконы | мужчины | женщины | приходы |
| ---- | --------- | --------- | --------- | ---------- | ----------------- | ------------------ | ------------------------------------ | ------------------ | ------- | ------- | ------- |
| 1943 | 127.580   | ?         |           | 128        |                   |                    | 996                                  |                    |         |         | 129     |

## Источник
- Декрет Quo aptius, AAS 27 (1935), стр. 80 (лат.)
- Paul Best, Apostolska Administracja Łemkowszczyzny 1934—1944, in: Polska-Ukraina. 1000 lat sąsiedztwa. Tom 4 — Katolickie unie kościelne w Europie środkowej i wschodniej — idea a rzeczywistość, Stanisław Stępień (a cura di), Południowo-Wschodni Instytut Naukowy w Przemyślu, Przemyśl 1998.
- Krzysztof Nowakowski, Apostolska Administracja Łemkowszczyzny w latach 1939—1947, in: Polska-Ukraina. 1000 lat sąsiedztwa. Tom 3 — Studia z dziejów greckokatolickiej diecezji przemyskiej, Stanisław Stępień (a cura di), Południowo-Wschodni Instytut Naukowy w Przemyślu, Przemyśl 1998
- Stanisław Stępień, Organizacja i struktura terytorialna greckokatolickiej diecezji przemyskiej w latach 1918—1939, in: Polska-Ukraina. 1000 lat sąsiedztwa. Tom 3 — Studia z dziejów greckokatolickiej diecezji przemyskiej, Stanisław Stępień (a cura di), Południowo-Wschodni Instytut Naukowy w Przemyślu, Przemyśl 1998.
- Damian Nowak, Przyczynek do historii greckokatolickiego dekanatu dukielskiego // Płaj. Almanach karpacki, nr 30 (wiosna 2005), ISSN 12305898
- Пидгайко В. Г. Лемковщины Апостольская Администрация // Православная энциклопедия. — М., 2015. — Т. XL : Лангтон — Ливан. — С. 388-393. — 752 с. — 33 000 экз. — ISBN 978-5-89572-033-2.